# Bathycentor kraesselini
Bathycentor kraesselini är en stekelart som beskrevs av Henri Saussure 1892. Bathycentor kraesselini ingår i släktet Bathycentor och familjen bracksteklar. Inga underarter finns listade.